# Utbildning i Umeå
Utbildning i Umeå utgörs av utbildning för barn, ungdomar och vuxna.

## Historia
Trots att Umeå var litet kom området tidigt att bli förknippat med utbildning. Ett högre läroverk etablerades 1858 (med rötter som trivialskola sedan 1720-talet), och hade år 1940 – tack vare inresande elever – närmare 900 elever (fler än i de dubbelt så stora  Karlskrona och Linköping). Från 1942 räknades det som provårsläroverk, med rätt att utbilda gymnasielärare.
Vid sidan av läroverket – som länge var en enkönad bastion – bildades 1871 Umeå elementarläroverk för flickor, som var verksamt fram till 1967. Ett seminarium för utbildning av lärare och småskollärare inrättades 1879 med adjunkt Nils Thielers som förste rektor och Olivia Charlotta Arvidsson som seminarielärarinna. Seminariet anställde musik-, gymnastik- och teckningslärare. De första åren hyrde seminariet in sig i provisoriska lokaler i "Konditor Eriksson hus" vid Kungsgatan och sedan i "Ohlssonska fastigheten" på Storgatan, mitt emot Broparken.
År 1887 uppfördes en pampig byggnad (som numera inhyser Hovrätten) för inrättandet av ett folkskollärarinneseminarium, som 1927 kunde flytta till nya lokaler i det slottsliknande Folkskoleseminariet Öst på stan.
Folkskolan fick egna lokaler 1892, då Centralskolan uppfördes för att hysa en sexårig folkskola. År 1917 byggdes en ny och större skola, Vasaskolan, på tomten intill.

### Yrkesskolor

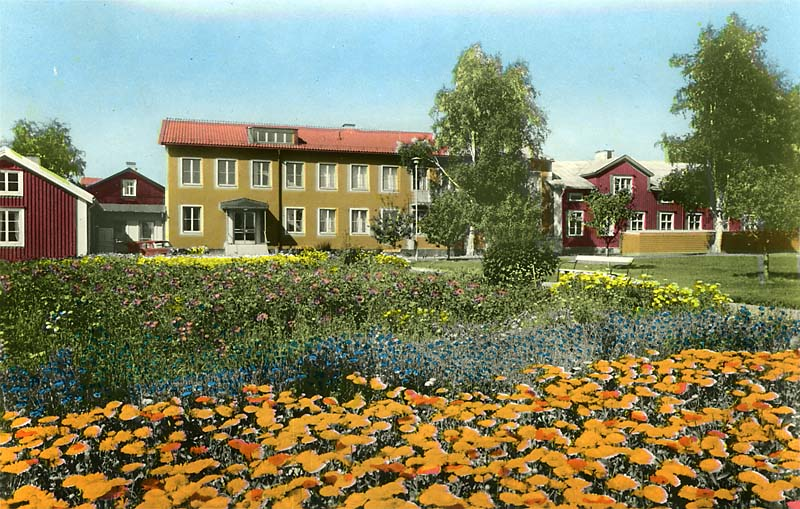
Landstingets yrkesskola, 1940-tal. Handkolorerad.

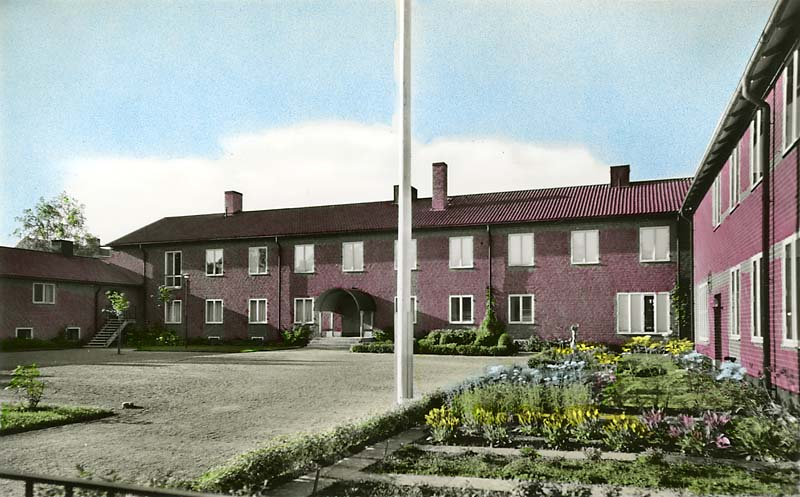
Hushållsseminariet, 1940-tal.

En lantbruksskola startades 1859 i Yttertavle strax öster om Umeå. Efter flera flyttar och namnbyten fortlever skolan under namnet Forslundagymnasiet. För andra praktiska färdigheter inrättades 1864 Umeå stads söndagsskola, en yrkesskola som stöttades av Umeå fabriks- och hantverksförening, och som under olika namn kom att fortleva under ett århundrade: Umeå tekniska aftonskola 1881–1920, Umeå stads lärlingsskolor och tekniska aftonskola 1920–1939, Umeå stads skolor för yrkesundervisning 1939–1956, och åren 1956–1971 som Umeå stads yrkesskola. År 1875 startades även en slöjdskola för att uppmuntra hantverkstraditionerna i länet.
År 1948 etablerades Seminariet för huslig utbildning (som varit en föregångare till dagens institution för kostvetenskap vid Umeå universitet). Samma år flyttades Landstingets yrkesskola för kvinnor, som startats 1943, på grund av bristande elevunderlag från Åsele till Umeå, där man framgent kunde utbilda sig till sömmerska, väverska, modist, barnvårdare och internatföreståndarinna.

## Modern tid
När Tegs centralskola invigdes 1955 var den landets första skola byggd för klass ett till nio (en försöksverksamhet i linje med den nioåriga enhetsskola som blev obligatorisk från 1962, och från 1972 benämndes grundskola.)
Redan innan invigningen av Umeå universitet 1965 hade Umeå etablerat sig som högskolestad. Tandläkarinstitutet invigdes 1958, och samma år beslöts om inrättandet av en medicinsk högskola i staden. År 1962 inrättades ett socialinstitut, och 1964 en statlig lärarhögskola. Dessa högskolor och institut har sedermera upptagits i Umeå universitet, till skillnad från de skogliga utbildningar som etablerats från 1970-talets början och numera ingår i Sveriges lantbruksuniversitet (SLU).

### Grundskolor
Från det tidiga 1900-talets enstaka folkskolor har antalet skolor i kommunen ökat betydligt. År 1976, några år efter kommunsammanslagningen och grundskolereformen, fanns bara i Umeå kommun 59 olika skolanläggningar. Ett av de senare exemplen på nya skolor i en växande stad är Sjöfruskolan på Tomtebo.

### Gymnasieskolor
Umeå har (höstterminen 2013) fyra kommunala gymnasieskolor: Dragonskolan, Fridhemsgymnasiet, Forslundagymnasiet och Midgårdsskolan. Dessutom finns RH-gymnasiet, ett riksgymnasium för elever med svåra rörelsehinder, Innebandygymnasiet samt Riksfriidrottsgymnasiet. Vidare finns sex fristående gymnasieskolor: Minervagymnasium, Thoren Business School, NTI-gymnasiet, Umeå internationella gymnasium, Waldorfskolan och Yrkesgymnasiet.
Läsåret 2010–2011 var de största gymnasieskolorna Dragonskolan, med drygt 1 800 elever, samt Midgårdsskolan och Östra gymnasiet (nuvarande Fridhemsgymnasiet) med vardera drygt 800 elever.

### Universitet & högskolor

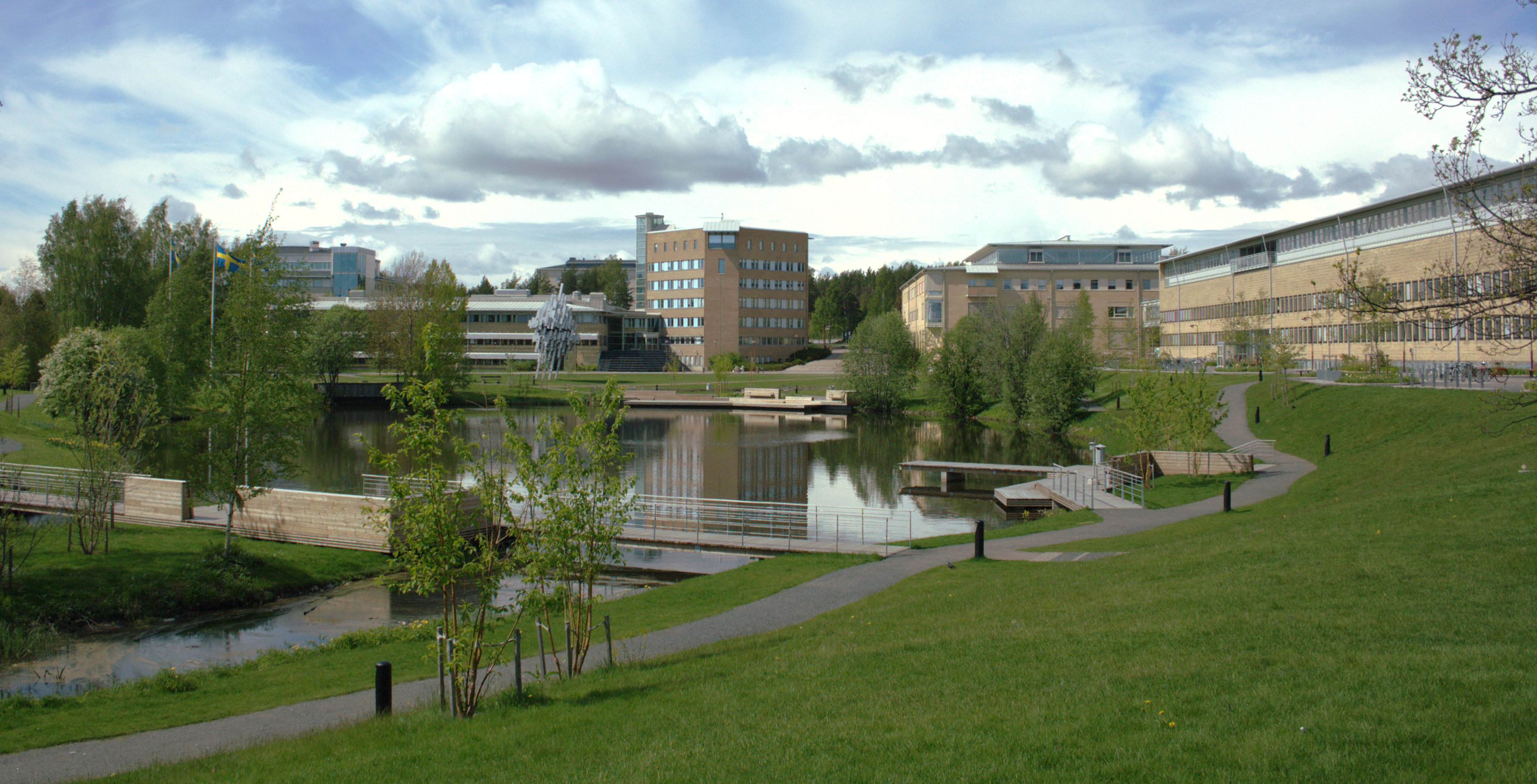
Umeå Universitets campus med dammen i mitten

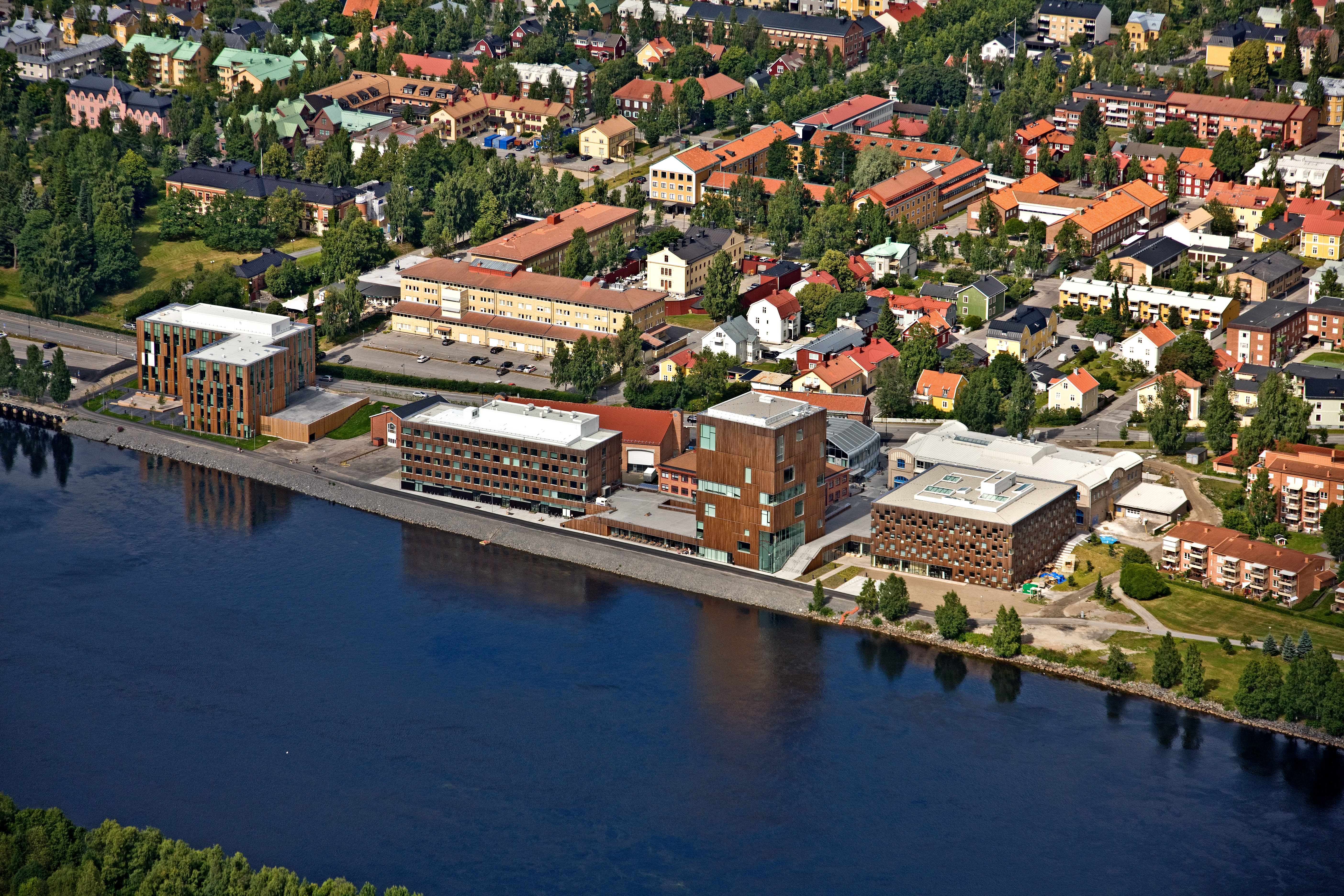
Konstnärligt campus intill Umeälven

Umeå universitet är väl samlat cirka 2 km från Umeå centrum vid campus Umeå, där större delen av Umeå universitets lokaler finns, med Norrlands universitetssjukhus (NUS) och Sveriges lantbruksuniversitet (SLU) som närmaste grannar. Universitetet har också filialer i Lycksele, Skellefteå och Örnsköldsvik. Vid Umeälven nära centrala Umeå finns Konstnärligt campus som inrymmer Arkitekthögskolan, Designhögskolan, Konsthögskolan, Bildmuseet och den konstnärliga inkubatorn Sliperiet.
- Umeå universitet
  - Arkitekthögskolan – Umeå School of Architecture
  - Designhögskolan – Umeå Institute of Design (UID)
  - Handelshögskolan i Umeå – Umeå School of Business and Economics (USBE)
  - Idrottshögskolan – Umeå Sports Science Centre
  - Konsthögskolan – Umeå Academy of Fine Arts
  - Restauranghögskolan – Umeå University School of Restaurant and Culinary Arts
  - Tekniska högskolan vid Umeå universitet – Umeå Institute of Technology
    - Umeå Plant Science Centre

  - Lärarhögskolan vid Umeå universitet – Umeå School of Education
  - Polisutbildningen vid Umeå universitet
- Sveriges lantbruksuniversitet

### Folkhögskolor
Strömbäcks folkhögskola strax söder om Umeå med cirka 130 studerande har, förutom allmän kurs, utbildningar i journalistik, teckenspråk, samt en musikalakademi. Vindelns folkhögskola har en filial på Hamngatan i centrala Umeå, där ungefär sjuttio studerande läser på allmän kurs.